# 749
749 (DCCXLIX) je bilo navadno leto, ki se je po julijanskem koledarju začelo na sredo.

## Dogodki
- 1. januar

## Smrti
- 5. december - Janez Damaščan, bizantinsko-sirski teolog, učenjak, pesnik, glasbenik in cerkveni oče (* 676)